# ایستگاه متروی کمیل
ایستگاه متروی کمیل، یکی از ایستگاه‌های خط ۷ مترو تهران است. ایستگاه در تقاطع بزرگراه شهید نواب صفوی و خیابان کمیل قرار دارد.
این ایستگاه که در ۲۰ خرداد ۱۳۹۶ تأسیس شده، در عمق ۲۸٫۹۳ متری از سطح زمین می‌باشد.
همچنین ایستگاه بی آر تی کمیل از خط ۴ در کنار این ایستگاه مترو قرار دارد.